# Rasatura (meccanica)
La rasatura è un metodo di finitura della ruote dentate.

## Descrizione
Nata nei primi anni trenta negli Stati Uniti e parente stretta della brocciatura è un processo di finitura delle ruote dentate caratterizzato da una buona qualità sia della geometria del dente sia della sua rugosità superficiale e da un rapporto qualità/costo per pezzo a tutt'oggi imbattibile nel campo delle produzioni di media e grande serie. Ciò ne fa il processo d'elezione per la produzione di scatole cambio nell'industria automobilistica. 
Il suo peccato originale è però di essere un'operazione pre-tempra; il successivo trattamento termico deteriora in parte l'accuratezza della geometria del dente (elica, evolvente, eccentricità e passo), con potenziale penalizzazione della potenza trasmissibile e/o della silenziosità. Nelle moderne scatole cambio “di alta gamma” si tende quindi a cercare altre vie, ove la costanza delle caratteristiche fisico-chimiche dell'acciaio e la padronanza dei pur nuovi e più efficienti trattamenti termici (a bassa pressione in atmosfera controllata) non siano ritenute sufficienti a garantire i risultati finali.
La rasatura di ingranaggi è successiva all'operazione di dentatura è può migliorare di 2-3 classi DIN la precisione di una ruota dentata-
Oltre al mondo automotive viene impiegata spesso dai costruttori di pompe e macchine agricole.